# 國際金融業務分行
國際金融業務分行（英語：Offshore Banking Unit，簡稱OBU，又稱离岸银行或境外銀行）指存款人在其居住地境外开设账户的银行（相反，位于存款人所居住国内的银行则称为「在岸银行」或「境内银行」），通常賦稅較低（或免稅），具備財務與法律優勢。
离岸（offshore）一詞源自英國海峽群島，現在大部分离岸分行都設立在島國，所以离岸已成為此類銀行的象徵意義，與所在地已無必然關聯（瑞士、盧森堡和安道爾是位於內陸的特例）。

## 優點
- 隱密性高（另參見銀行保密，來源為1934年瑞士銀行法）
- 法律管制較少
- 存款便利（管制較不嚴苛）
- 保護當地政治或金融穩定性

存款者开设离岸银行账户的动机可能有如下几点：
- 银行位于税率较低的国家或地区，因而能被用作避稅港。
- 离岸银行所在国家对保护储户隐私要求更严密。
- 逃避存款人所在国家对于账户活动的监督管理，例如禁止开设匿名账户等。
- 在存款人所在国家政治或经济不稳定的时候，保护存款。

### 中華民國（臺灣）
國際金融分行業務不受管理外匯條例、銀行法及中央銀行法等有關規定限制，還可以享有下列優惠：
1. 免提存款準備金。
2. 免徵營業稅、印花稅。
3. 利率（存款及授信），由銀行與客戶自行約定，利率無上限之限制。
4. 所得免徵營利事業所得稅。
5. 客戶免繳存款利息所得稅。
6. 免提呆帳準備（除另有規定外）。
7. 對第三人無提供資料義務（除另有規定外）。

## 缺點
另一方面，离岸银行有下列问题：
- 离岸银行也是地下經濟和犯罪分子所用来洗錢的常见场所，因而名声不佳。
- 鼓励居民節稅或逃税。
- 因其不在存款人所住地，储户服务中可能产生不便。
- 开设离岸银行的起点储蓄金额一般较高，故主要服务于收入较高的人士。

法律上，离岸銀行並不保障個人所得稅利息。除了某些符合複雜條件的人士以外，許多國家並無個人境內外所得稅稅率之差異

## 外部連結
- Economist Interview about Offshore Banking （页面存档备份，存于）
- Commentary - Washington Times （页面存档备份，存于）
- Organization for Economic Co-operation and Development (OECD)（页面存档备份，存于）
- Offshore Banks Directory （页面存档备份，存于）